# Vicolese
Il Vicolese (Viculacciu in corso) è una regione storico-geografica francese situata nel ovest dell'isola di Corsica avente per capoluogo il borgo di Vico.

## Geografia

### Localizzazione
Il Vicolese si trova nell'ovest della Corsica e fa parte del Pomonte (ossia del dipartimento della Corsica del Sud). Il borgo di Vico vi occupa una posizione centrale.

### Orografia
I villaggi del Vicolese occupano principalmente i contrafforti della catena montuosa principale fino alla costa dei golfi di Porto e Sagona. Il suo territorio è delimitato ad est dalla dorsale granitica corsa (monte Cimatella, punta alle Porte e punta Migliarello).
L'altitudine del suo aspro territorio varia tra i 2.425 metri vicino alla Maniccia, il punto più alto del Pomonte, e il livello del mare.

### Idrografia
Il Vicolese comprende in particolare la valle del Liamone e quelle dei suoi principali affluenti (Cruzini e Guagno).

## Amministrazione

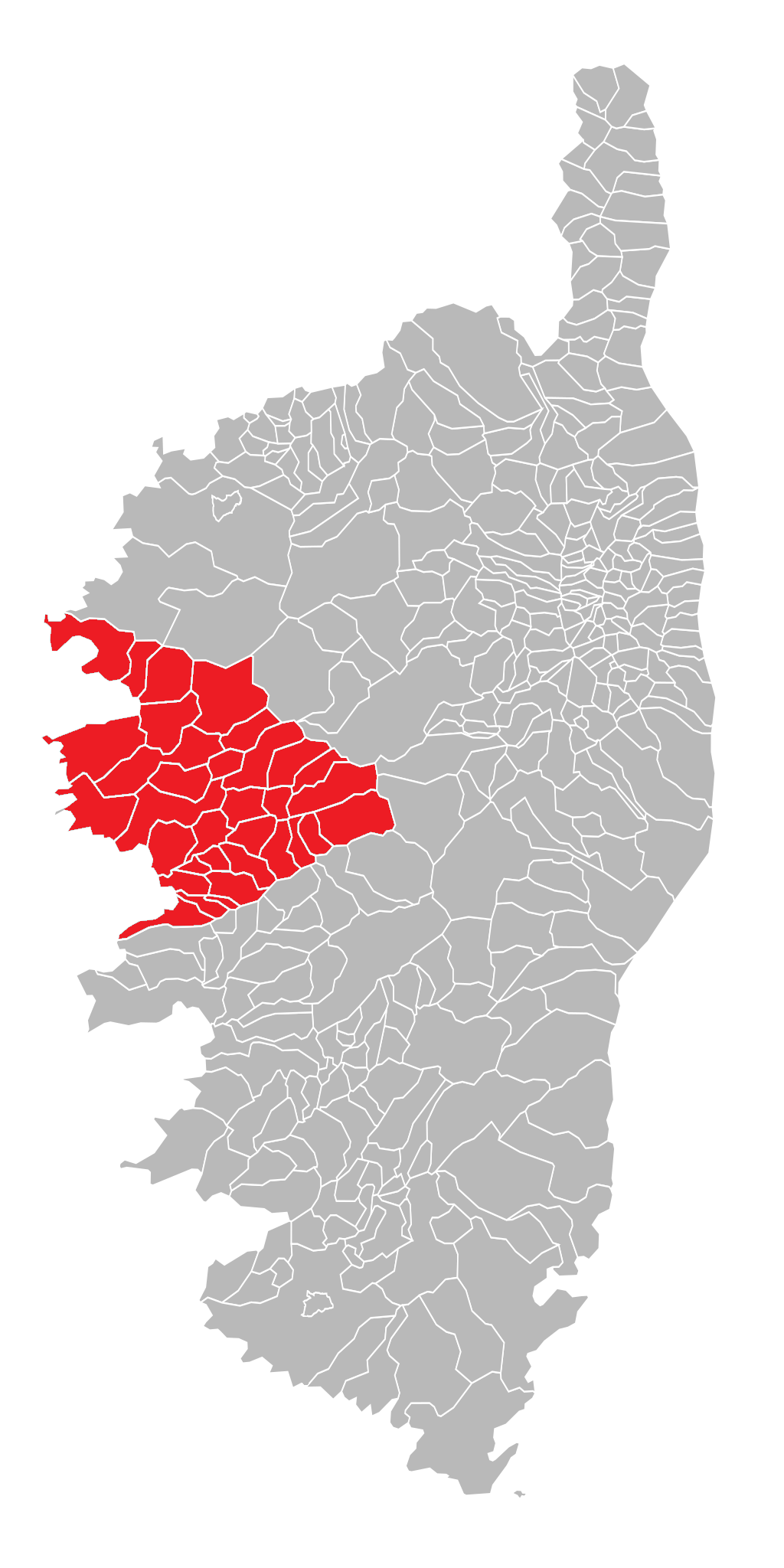
Mappa dei comuni del Vicolese

Il Vicolese in senso lato coincide con il territorio dell'ex provincia genovese di Vico e comprende le ex pievi e comuni ed ex comuni seguenti:
| Pieve      | Comune                                                                                           |
| ---------- | ------------------------------------------------------------------------------------------------ |
| Cinarca    | Ambiegna; Arro; Calcatoggio; Cannelle; Casaglione; Lopigna; Sant'Andrea d'Orcino; Sari d'Orcino. |
| Cruzini    | Azzana; Pastricciola; Rezza; Rosazia; Salice.                                                    |
| Sevidentro | Evisa; Cristinacce; Marignana.                                                                   |
| Sevinfuori | Cargese; Ota; Piana.                                                                             |
| Sia        | Osani; Partinello; Serriera.                                                                     |
| Sorroingiù | Appricciani; Arbori; Balogna; Coggia; Letia; Murzo; Renno; Vico.                                 |
| Sorroinsù  | Guagno; Orto; Poggiolo; Soccia.                                                                  |

Ecclesiasticamente, esso costituiva la parte meridionale della diocesi di Sagona.